# توماس اولریش
توماس اولریش (آلمانی: Thomas Ulrich؛ زادهٔ ۱۱ ژوئیهٔ ۱۹۷۵) بوکسور اهل آلمان بود.